# Vertragingsgevoeligheid
Vertragingsgevoeligheid is een bepaalde mate van vatbaarheid voor vertraging op een traject binnen een dienstregeling. Een verhoogde gevoeligheid van vertraging kan bijvoorbeeld een knelpunt bij het spoor zijn. Indien er op dit knel- of knooppunt één trein te laat is, kunnen een aantal andere treinen hierdoor ook vertraging oplopen. Dit is bijzonder sterk van toepassing op de Brusselse Noord-Zuidverbinding.
De vertragingsgevoeligheid heeft te maken met de capaciteit van een spoorlijn (zoals het aantal sporen), en hoeveel er werkelijk wordt gereden. Op vertragingsgevoelige spoorlijnen wordt de vertraging van de voorste trein ook vaak doorgegeven aan achterop komende treinen.
Voorbeelden van vertragingsgevoelige baanvakken in Nederland zijn onder andere Den Haag Centraal-Rotterdam Centraal, Breda-Tilburg, Utrecht Centraal-'s-Hertogenbosch en Arnhem-Nijmegen.